# Арсі Гар'ю
Арсі Гар'ю (фін. Arsi Harju; нар. 18 березня 1974, Курікка, Фінляндія) — фінський легкоатлет, що спеціалізується на штовханні ядра, олімпійський чемпіон 2000 року.

## Кар'єра
| Рік                   | Змагання                       | Місто                      | Місце                 | Примітки              |                       |
| Представник Фінляндія | Представник Фінляндія          | Представник Фінляндія      | Представник Фінляндія | Представник Фінляндія | Представник Фінляндія |
| --------------------- | ------------------------------ | -------------------------- | --------------------- | --------------------- | --------------------- |
| 1992                  | Чемпіонат світу серед юніорів  | Сеул, Південна Корея       | 11                    | 16.94 м               |                       |
| 1993                  | Чемпіонат Європи серед юніорів | Сан-Себастьян, Іспанія     | 3                     | 17.83 м               |                       |
| 1995                  | Чемпіонат світу                | Гетеборг, Швеція           | 17 (кв.)              | 18.79 м               |                       |
| 1996                  | Олімпійські ігри               | Атланта, США               | 18 (кв.)              | 19.01 м               |                       |
| 1997                  | Чемпіонат світу в приміщенні   | Париж, Франція             | 8                     | 20.00 м               |                       |
| 1997                  | Чемпіонат світу                | Афіни, Греція              | 14 (кв.)              | 19.43 м               |                       |
| 1998                  | Чемпіонат Європи в приміщенні  | Валенсія, Іспанія          | 3                     | 20.53 м               |                       |
| 1998                  | Чемпіонат Європи               | Будапешт, Угорщина         | 9                     | 19.54 м               |                       |
| 1999                  | Чемпіонат світу в приміщенні   | Маебасі, Японія            | 5                     | 20.38 м               |                       |
| 1999                  | Чемпіонат світу                | Севілья, Іспанія           | —                     | NM                    |                       |
| 2000                  | Олімпійські ігри               | Сідней, Австралія          | 1                     | 21.29 м               |                       |
| 2001                  | Чемпіонат світу                | Едмонтон, Канада           | 3                     | 20.93 м               |                       |
| 2002                  | Чемпіонат Європи               | Мюнхен, Німеччина          | 4                     | 20.47 м               |                       |
| 2003                  | Чемпіонат світу в приміщенні   | Бірмінгем, Велика Британія | 4                     | 20.96 м               |                       |